# Buddleja cardenasii
Buddleja cardenasii är en flenörtsväxtart som beskrevs av Paul Carpenter Standley och E. M. Norman. Buddleja cardenasii ingår i släktet buddlejor, och familjen flenörtsväxter. Inga underarter finns listade i Catalogue of Life.